# ビートルズ No.5!
『ビートルズ No.5!』（Beatles No.5）は、ビートルズの日本における5作目のアルバムである。1965年5月5日に東芝音楽工業より発売された。

## 解説
『ビートルズ No.5!』は『ビートルズ No.2!』に続く日本独自に企画構成されたアルバムである。オリジナル・フォームで『ハード・デイズ・ナイト』、『ビートルズ '65』がリリースされたあとの独自編集盤であり、『ステレオ! これがビートルズ Vol.1』、『ステレオ! これがビートルズ Vol.2』を除けばビートルズの活動中に日本独自の編集は行われなくなる。ジャケットはアメリカ編集盤『ビートルズ '65』に準じている。
初リリース以来、モノラル盤のみの発売であり、本アルバムのステレオ盤はない。これは「アイ・フィール・ファイン」と「シーズ・ア・ウーマン」など一部の曲のリアル・ステレオ・ミックスがまだ公式に発表されていなかったため、アルバム全体をモノラル・ミックスで統一する必要があったからである。
日本のオルタナティヴ・ロックバンド、ナンバーガールのバンド名の由来でもある。
本作は、2014年6月に『ミート・ザ・ビートルズ ＜JAPAN BOX＞』という5枚組CDボックス・セットにおいて、初めてCD化された。ジャケットは紙ジャケットが使われており、現在可能な限り1965年の発売当時の形態が再現されていて（CDジャケットには「東芝音楽工業株式会社」の当時の会社名記載がない）、CD盤本体も当時のレーベルデザインが踏襲されている。この盤での解説は、発売当時の高崎一郎の物が使われている。

## 収録曲
作詞作曲について特記がないものは、レノン＝マッカートニーによるもの。
| #         | タイトル                                                                      | 作詞・作曲                                                             | リード・ボーカル                      | 時間  |
| --------- | ----------------------------------------------------------------------------- | ---------------------------------------------------------------------- | ------------------------------------- | ----- |
| 1.        | 「のっぽのサリー」(Long Tall Sally)                                           | エノトリス・ジョンソン ロバート・ブラックウェル リチャード・ペニーマン | ポール・マッカートニー                | 2:03  |
| 2.        | 「シー・ラヴズ・ユー（ドイツ語）」(Sie Liebt Dich)                            | レノン＝マッカートニー＝ニコラス＝ヘルマー                             | ジョン・レノン ポール・マッカートニー | 2:20  |
| 3.        | 「アンナ」(Anna (Go To Him))                                                  | アーサー・アレキサンダー                                               | ジョン・レノン                        | 2:55  |
| 4.        | 「マッチボックス」(Matchbox)                                                  | カール・パーキンス                                                     | リンゴ・スター                        | 1:59  |
| 5.        | 「ユー・リアリー・ゴッタ・ホールド・オン・ミー」(You Really Got a Hold on Me) | スモーキー・ロビンソン                                                 | ジョン・レノン ジョージ・ハリスン     | 3:01  |
| 6.        | 「シーズ・ア・ウーマン」(She's a Woman)                                       |                                                                        | ポール・マッカートニー                | 3:03  |
| 7.        | 「アスク・ミー・ホワイ」(Ask Me Why)                                          |                                                                        | ジョン・レノン                        | 2:24  |
| 合計時間: | 合計時間:                                                                     | 合計時間:                                                              | 合計時間:                             | 17:45 |

| #         | タイトル                                                   | 作詞・作曲                                 | リード・ボーカル                                         | 時間  |
| --------- | ---------------------------------------------------------- | ------------------------------------------ | -------------------------------------------------------- | ----- |
| 1.        | 「アイ・フィール・ファイン」(I Feel Fine)                  |                                            | ジョン・レノン                                           | 2:20  |
| 2.        | 「抱きしめたい（ドイツ語）」(Komm, Gib Mir Deine Hand)     | レノン＝マッカートニー＝ニコラス＝ヘルマー | ジョン・レノン ポール・マッカートニー                    | 2:27  |
| 3.        | 「チェインズ」(Chains)                                     | ジェリー・ゴフィン キャロル・キング        | ジョージ・ハリスン                                       | 2:23  |
| 4.        | 「スロー・ダウン」(Slow Down)                              | ラリー・ウィリアムズ                       | ジョン・レノン                                           | 2:56  |
| 5.        | 「オール・アイヴ・ゴット・トゥ・ドゥ」(All I've Got To Do) |                                            | ジョン・レノン                                           | 2:02  |
| 6.        | 「アイ・コール・ユア・ネーム」(I Call Your Name)           |                                            | ジョン・レノン                                           | 2:09  |
| 7.        | 「ジス・ボーイ」(This Boy)                                 |                                            | ジョン・レノン ポール・マッカートニー ジョージ・ハリスン | 2:16  |
| 合計時間: | 合計時間:                                                  | 合計時間:                                  | 合計時間:                                                | 16:33 |